# Евроскептицизъм
Евроскептицизъм е термин, с който се обозначава скептицизъм, отрицателно отношение към Европейския съюз.
Като понятие се появява във Великобритания сред противниците на членството на страната в ЕС през 1971 г. Оттогава терминът се разпространява в редица други страни в Европа.
Освен общото неприемане на интеграцията в ЕС евроскептиците критикуват политиката на съюза в отделни области, например против въвеждането на единната валута евро, евроконституцията, наддържавните органи и организации, федерализацията на съюза и пр.
Много често евроскептиците говорят от позициите на поддръжка на националните държави, като изказват опасения, че по-нататъшната интеграция ще размие националния суверенитет на техните държави. Евроскептични оценки се пораждат също от усещания за недемократичност и прекалена бюрократичност на ЕС.
Евроскептицизмът не е оформена идеология. Представители на разни страни, политически партии и движения изразяват своето неприемане на отделни аспекти на съюза. Целите на евроскептиците също се различават – от пълно излизане от ЕС, от еврозоната, Шенгенската зона до желание за реформиране на ЕС, без да се излиза от него.
Обикновено евроскептичните настроения се усилват при проблеми от икономически, бежански или друг характер. Нова силна вълна на евроскептицизъм е породена от световната икономическа криза от 2008 г.
От партиите в България евроскептицизъм изразяват преди всичко „Възраждане“, „Атака“, както и другите партии от Обединените патриоти – НФСБ и ВМРО-БНД. Евродепутатът от ВМРО-БНД Ангел Джамбазки членува в евроскептичната група Европейски консерватори и реформисти. Отделни политици от други партии също се изказват в такъв дух: например финансовият министър от I правителство на Бойко Борисов Симеон Дянков заявява, че влизането на страната в ERM II – предварителния етап преди еврозоната, се отлага за периода, след излизането на еврозоната от финансовата криза.
На 3 март 2016 г. на митинга на партия „Атака“ по случай 138-а годишнина от освобождението на България от османско владичество, привърженици на „Атака“ свалят знамето на Европа от пилоните пред НДК.